# Огњен Кузмић
Огњен Кузмић (Добој, 16. мај 1990) бивши је српски кошаркаш. Играо је на позицији центра. Био је члан екипе Голден Стејт вориорса која је освојила НБА шампионат. Наступао је и за репрезентацију Србије.

## Клупска каријера

### Почеци
Кузмић је из села Грабовица код Добоја, а кошарку је почео да тренира након што је кренуо у средњу школу и преселио се у Добој. Ту је провео две године тренирајући са КК Финдо, да би онда прешао у  бањалучки Борац где је тренирао шест месеци са јуниорима али није заиграо за први тим. После Борца одлази на пробу у љубљанску Олимпију где проводи два месеца. Требало је да потпише уговор, али је на лекарском прегледу установљено да има проблем са анемијом, па је клуб одустао од потписивања уговора.
Након неуспеха у Олимпији, вратио се у Добој. Тамо се срео са тренером Златаном Прешићем који је у то време радио у Финској. На позив овог тренера, Кузмић одлази у Финску где се прикључује екипи Корихаит из места Усикаупунки. Те сезоне није играо у првом тиму већ је играо за јуниоре. У следећој сезони га шаљу у другу лигу на позајмицу у Корикобрат где је тренер био Ненад Стефановић који му је дао прилику да игра. Након две године боравка у Финској враћа се 2010. године у родну земљу, и прелази у Челик из Зенице који је играо у првој лиги БиХ.

### Шпанија
Кузмић током 2011. године одлази на пробу у екипу Ахаркуије, која је иначе други тим шпанске Уникахе. Из клуба су били задовољни па је потписао уговор. Играо је за екипу Ахаркуије, у другој лиги Шпаније, да би у јуну 2012. потписао вишегодишњи уговор са Уникахом.
Кузмић је одабран на НБА драфту 2012. као 52. пик од стране Голден Стејт вориорса. Није заиграо у НБА одмах, већ се вратио у Шпанију, где га је Уникаха позајмила екипи Хувентуда. У дресу Хувентуда је у сезони 2012/13. у АЦБ лиги бележио просечно 6,9 поена и 5,5 скокова по утакмици.

### Голден стејт вориорси
Дана 27. септембра 2013. постао је члан Голден Стејт вориорса. У Вориорсима је био следеће две сезоне, али није имао неку већу минутажу. Већину времена провео је на позајмици у Санта Круз вориорсима, члану НБА развојне лиге. У сезони 2014/15. са Вориорсима је освојио "шампионски прстен", а са Санта Круз вориорсима и НБА развојну лигу. У јулу 2015. Голден Стејт му није понудио нови уговор па је постао слободан играч.

### Панатинаикос
Касније тог месеца се вратио у европску кошарку и потписао двогодишњи уговор са грчким Панатинаикосом. Тренер Саша Ђорђевић му није давао већу минутажу, па је у Евролиги за 13 минута по утакмици бележио око 5 поена уз 4 скокова. Био је замена првом центру Мирославу Радуљици. Иако је потписан двогодишњи уговор одмах после смене првог тренера због незадовољства управе, и Кузмић је прецртан из тима.

### Црвена звезда
Кузмић је 19. јула 2016. године потписао трогодишњи уговор са Црвеном звездом. Током сезоне 2016/17. на 30 евролигашких утакмица је бележио просечно 9,4 поена и седам скокова. Био је трећи офанзивни скакач елитног такмичења, а у јануару му је припала награда за најкориснијег играча месеца. Са Звездом је у сезони 2016/17. освојио АБА лигу, Суперлигу Србије и Куп Радивоја Кораћа

### Реал Мадрид
Дана 26. јула 2017. је потписао двогодишњи уговор са мадридским Реалом. Већ на почетку сезоне 2017/18. доживео је тешку повреду колена, због чега је паузирао до наредног лета. Кузмић је на почетку сезоне забележио два наступа у Евролиги, а Реал је касније освојио ово такмичење па је тако Кузмић постао први српски кошаркаш са титулом у НБА лиги и Евролиги. Поред тога Реал је у овој сезони освојио и АЦБ лигу у којој је Кузмић пре повреде забележио четири наступа.
Поново је заиграо за Реал на почетку сезоне 2018/19, али је већ у новембру 2018. доживео повреду скочног зглоба. На срећу ова повреда није била толико озбиљна, па се Кузмић убрзо вратио у тим. Ипак у наставку сезоне тренер Пабло Ласо му није давао пуно шансе за игру. Кузмић је у сезони 2018/19. одиграо само седам утакмица у АЦБ лиги, док је у Евролиги наступио на пет утакмица. Са Реалом је у сезони 2018/19. освојио још једну титулу првака Шпаније.

### Повратак у Звезду
Кузмић се 3. јула 2019. године вратио у Црвену звезду, са којом је потписао двогодишњи уговор.  У фебруару 2020. је прослеђен на позајмицу у ФМП до краја сезоне 2019/20.

## Репрезентација
Добио је позив да игра за репрезентацију БиХ на Европском првенству 2013. али је то одбио. Наредне године је донео одлуку да наступа за репрезентацију Србије. Због повреде је пропустио Светско првенство 2014. у Шпанији.
Наступио је за репрезентацију Србије на Европским првенствима 2015. и 2017. године.

## Успеси

### Клупски
- Голден Стејт вориорси:
  - НБА лига (1): 2014/15.
- Санта Круз вориорси:
  - НБА развојна лига (1): 2014/15.
- Панатинаикос:
  - Куп Грчке (1): 2016.
- Црвена звезда:
  - Првенство Србије (4): 2016/17, 2020/21, 2021/22, 2022/23.
  - Јадранска лига (3): 2016/17, 2020/21, 2021/22.
  - Куп Радивоја Кораћа (4): 2017, 2021, 2022, 2023.
- Реал Мадрид:
  - Евролига (1): 2017/18.
  - Првенство Шпаније (2): 2017/18, 2018/19.
  - Суперкуп Шпаније (1): 2018.

### Репрезентативни
- Европско првенство:  2017.

### Појединачни
- Најкориснији играч месеца Евролиге (1): јануар 2017.[20]

## Статистика
Напомена: Евролига није једино такмичење у којем је играч учествовао, играо је и у домаћим такмичењима
| † | Означава сезону када је Кузмић освојио НБА шампионат |

### НБА

#### Регуларна сезона
| Сезона    | Екипа                 | ОУ | СУ | МПУ | ПШ%  | 3П%  | СБ%   | СПУ | АПУ | УПУ | БПУ | ППУ |
| --------- | --------------------- | -- | -- | --- | ---- | ---- | ----- | --- | --- | --- | --- | --- |
| 2013/14.  | Голден Стејт вориорси | 21 | 0  | 4.4 | .385 | .000 | .455  | 1.0 | .1  | .1  | .2  | .7  |
| 2014/15.† | Голден Стејт вориорси | 16 | 0  | 4.5 | .667 | .000 | 1.000 | 1.1 | .4  | .1  | .1  | 1.3 |
| Каријера  | Каријера              | 37 | 0  | 4.4 | .520 | .000 | .600  | 1.0 | .2  | .1  | .1  | .9  |

### Евролига
| Сезона   | Екипа         | ОУ | СУ | МПУ  | ПШ%  | 3П%  | СБ%  | СПУ | АПУ | УПУ | БПУ | ППУ | ИПУ  |
| -------- | ------------- | -- | -- | ---- | ---- | ---- | ---- | --- | --- | --- | --- | --- | ---- |
| 2015/16. | Панатинаикос  | 25 | 18 | 13.8 | .480 | .000 | .682 | 4.1 | .3  | .4  | .3  | 5.1 | 6.1  |
| 2016/17. | Црвена звезда | 30 | 30 | 20.7 | .549 | .000 | .707 | 7.0 | 1.0 | 1.0 | .6  | 9.4 | 13.9 |
| Каријера |               | 55 | 48 | 17.6 | .526 | .000 | .698 | 5.7 | .7  | .7  | .5  | 7.5 | 10.3 |